# Acid Blue 93
C.I. Acid Blue 93 (Trivialname Methylblau) ist ein Säurefarbstoff aus der Gruppe der Triphenylmethanfarbstoffe. Sowohl das Stoffgemisch von Acid Blue 93 mit dem sehr ähnlichen Acid Blue 22 (Wasserblau) als auch diese beiden Reinstoffe selbst werden häufig als Anilinblau wasserlöslich bezeichnet. Es selbst sollte nicht mit dem vom Namen ähnlichen Methylenblau verwechselt werden.

## Eigenschaften
Methylblau hat sein Absorptionsmaximum im Wellenlängenbereich von unter 600 nm. Der Farbstoff ist in Wasser löslich.

## Verwendung
Methylblau färbt Kollagen in Gewebestrukturen blau. Es wird als Farbstoff für die Trichrom-Färbung und Methylblau-Eosin-Färbung von histologischen Schnitten, in der Cytologie und als pH-Indikator (pH 9,4–14,0) verwendet.